# Hans Erdmann (Filmkomponist)
Hans Erdmann Thimotheos Guckel (* 7. November 1882 in Breslau; † 21. November 1942 in Berlin) war ein deutscher Filmmusik-Komponist und Musikpublizist. Hans Erdmann war sein Künstler- u. Autorenname.

## Leben
Er studierte in Breslau Violine, Musiktheorie und Komposition. Mit einer Arbeit über die Geschichte der katholischen Kirchenmusik in Schlesien beendete er sein Studium 1912 und promovierte zum Dr. phil. Er arbeitete als Konzertmeister am Schauspielhaus Breslau und führte dort 1913 Claudio Monteverdis L’Orfeo in einer eigenen Bearbeitung auf. Nach dem Ersten Weltkrieg, in dem er als Soldat diente, war er am Stadttheater Riga und am Stadttheater Jena tätig. Als Direktor der Kammerspiele führte er dort seine eigene Komposition Die Tänzerin auf. Es folgten Engagements in Potsdam und Brandenburg.
Zu Beginn der 1920er Jahre begann Erdmann, Filmmusiken zu schreiben, u. a. 1921/22 die Originalmusik zu Murnaus Nosferatu, die er zur Uraufführung am 4. März 1922 dirigierte. Er arbeitete eng mit dem Leiter des UFA-Orchesters u.d. Filmmusikabteilung (Decla Bioskop) Giuseppe Becce zusammen. Ab 1924 schrieb Erdmann als Musikredakteur für das Reichsfilmblatt und die Zeitschrift Filmtechnik. 1926 wechselte er zur Zeitschrift Film – Ton – Kunst, die sich mit der Theorie und Praxis von Stummfilm-Begleitmusiken beschäftigte. 1928 leitete Erdmann die Akademie für Filmmusik am Klindworth-Scharwenka-Konservatorium in Berlin und bildete dort junge Filmmusikkomponisten aus. Damit war er der wichtigsten Theoretiker der Stummfilmmusik in den zwanziger Jahren. Zusammen mit Giuseppe Becce und Ludwig Brav verfasste Erdmann 1927 das Allgemeine Handbuch der Film-Musik, ein Standardwerk der Stumm-Film Kinomusik.

## Filmografie

### Als Komponist und musikalische Leitung
- 1921: Nosferatu – Eine Symphonie des Grauens (Regie: F. W. Murnau)
- 1930: Zirkus „Kater Murr“ (Kurzfilm; Musik von Hugo Herrmann, musikalische Leitung: Erdmann)
- 1930: Urwaldsymphonie (Dokfilm; Regie: Pola Bauer-Adamara)
- 1931: Mündiges Volk  (Kurzfilm; Regie: Alex Strasser)
- 1931: Der tolle Bomberg  (Regie: Georg Asagaroff)
- 1932: Das Testament des Dr. Mabuse (Regie: Fritz Lang)
- 1936: August der Starke (Regie: Paul Wegener)